# Toivosaari (ö i S:t Michel, lat 61,45, long 27,48)
Toivosaari är en ö i Finland. Den ligger i sjön Saimen och i kommunen Sankt Michel i den ekonomiska regionen  S:t Michel och landskapet Södra Savolax, i den södra delen av landet, 200 km nordost om huvudstaden Helsingfors. Öns area är 47,3 hektar och dess största längd är 1,2 kilometer i nord-sydlig riktning.